# Coregoninae
Sous-famille
Les Coregoninae sont une sous-famille de poissons de la famille des salmonidés.
Il existe 44 espèces de corégones, réparties en 4 genres, dont certaines sont autochtones aux Alpes européennes (Coregonus albula, C. laveratus, C. fera et C. palea) et une introduite (C. peled). Leur origine remonte au Miocène, leur répartition s'est faite au début du Quaternaire, et leur diversité est une conséquence de l'isolement des populations au moment de la dernière grande glaciation.
Le corégone est très sensible à la pollution et surtout à l'eutrophisation. Pour qu'une réintroduction de corégones ait le plus de chance de succès et de pérennité, il vaut mieux que le lac ait une surface supérieure à 10 km² et soit exempt d'eutrophisation.

## Liste des genres
- Coregonus Linnaeus, 1758
- Prosopium Jordan, 1878
- Stenodus Richardson, 1836

## Quelques espèces courantes de corégone
- le blonduelle (Coregonus oxrhynchus)
- le corégone sibérien (Coregonus peled)
- le féra (Coregonus fera)
- le grand corégone du Canada (Coregonus clupeaformis)
- le lavaret (Coregonus lavaretus)
- la palée (Coregonus palea)
- le pollan (Coregonus pollan)
- le sandfelchen (Coregonus pidschian)